# Église Sainte-Croix de Carouge
L'église Sainte-Croix est une église en périphérie de Genève dans la commune de Carouge.

## Historique
Au 18e siècle, dans le cadre du développement de la ville de Carouge, Victor-Amédée III charge Giuseppe Battista Piacenza d'embellir la ville et notamment de construire une église. Les travaux commencent en 1777, et l'église est consacrée le 11 juin 1780 par Jean-Pierre Biord, évêque de Genève, résidant à Annecy.
L'église est transformée entre 1824 et 1827 par Luigi Bagutti, qui inverse son sens, lui donne son fronton et son chœur. Elle est à nouveau transformée entre 1922 et 1927 par Adolphe Guyonnet, qui lui donne son clocher. 
Lors de cette transformation, un carillon est installé dans le clocher, dont un automate joue une mélodie tous les quarts d'heure de 7 à 22 h, et qui est joué par un carillonneur tous les samedis à 11 h,. Le carillon contient 36 cloches. 
L'église contient un orgue de 2010, basé sur les jeux historiques des orgues précédents,,. 